# Броненосці типу «Руджеро ді Лаурія»
Броненосці типу «Руджеро ді Лаурія» (італ. Classe Ruggiero di Lauria) були останнім типом ранніх броненосців, побудованих для Королівських військово-морських сил Італії  у кінці 19 сторіччя. 
Конструктором броненосців був Джузеппе Мікелі, який тимчасово відійшов від ідей Бенедето Бріна, який був конструктором як попередніх, так і наступних типів італійських основних кораблів.  

## Конструкція
Три кораблі були покращеною версією попереднього типу броненосців більш раннього «Кайо Дуіліо». Серед цих вдосконалень були нові казнозарядні гармати, посилений броньовий захист та більш потужні машини.
Силова установка складалась з 8 парових котлів та 2 парових машин подвійного розширення. Запас вугілля становив 820 тонн, що забезпечувало дальність плавання в 4 500 миль.
Сталевий броньовий пояс мав товщину 451 мм, палуба - 75 мм, барбети - 361 мм, бойова рубка - 259 мм.
Озброєння складалось з 4 x 432-мм гармат, 6 x 152-мм гармат та 6 x 152-мм гармат. Торпедне озброєння складалось з п'яти 356-мм торпедних апаратів.
У 1900 році на кораблі були додані по 29 малокаліберних гармат (2 x 75-мм гармати, 10 x 57-мм гармат та 17 x 37-мм гармат).
Будівництво кораблів затягнулося, і до того моменту, коли воно завершилося, уже з'явилися перші пре-дредноути. Морально застарілі через їх появу, броненосці типу «Руджеро ді Лаурія» мали обмежене застосування. Вони почергово змінювалися у складі Діючої та Резервної ескадр, і переважно проводили лише навчання. 

## Представники
| Назва                                   | Верф                                         | Закладений         | Спущений на воду       | Вступив у стрій     | Доля |
| --------------------------------------- | -------------------------------------------- | ------------------ | ---------------------- | ------------------- | --- |
| «Руджеро ді Лаурія» Ruggiero di Lauria  | «Cantiere navale di Castellammare di Stabia» | 3 серпня 1881 року | 9 серпня 1884 року     | 1 лютого 1888 року  | Виключений зі складу флоту у 1909 році Використовувався як склад палива у Ла-Спеції до 1943 року, поки не був потоплений Піднятий у 1946 році та зданий на злам |
| «Франческо Морозіні» Francesco Morosini | Арсенал (Венеція)                            | 4 грудня 1881 року | 30 липня 1885 року     | 21 серпня 1889 року | Виключений зі складу флоту у 1909 році Потоплений як мішень 15 вересня 1909 року                                                                                |
| «Андреа Доріа» Andrea Doria             | «Arsenale militare marittimo della Spezia»   | 7 січня 1882 року  | 21 листопада 1885 року | 16 травня 1891 року | Виключений зі складу флоту в 1911 році Використовувався яку плавучий склад палива в Таранто Зданий на злам у 1929 році                                          |

## Історія служби
Кораблі були виведені з складу флоту у 1909–1911 роках. «Франческо Морозіні» був потоплений як мішень, тоді як «Руджеро ді Лаурія» став плавучим резервуаром для нафти. «Андреа Доріа» став плавучою базою. Під час Першої світової війни «Андреа Доріа» повернувся на службу як корабель охорони порту, перш ніж після війни був перепрофільований для зберігання нафти, і, врешті-решт, розібраний у 1929 році.  «Руджеро ді Лаурія» зберігся до 1943 року, коли під час Другої світової війни його потопили бомбардувальники. Його рештки були підняті у 1945 році.